# Tsutomu Miyazaki
Tsutomu Miyazaki (宮崎勤 Miyazaki Tsutomu?) (21 de agosto de 1962 – 17 de junio de 2008), también conocido como El Asesino de la Niña Pequeña, Drácula y El Asesino Otaku, fue un asesino en serie japonés. Entre agosto de 1988 y junio de 1989, Miyazaki secuestró y asesinó a 4 niñas de entre 4 y 7 años de edad. Sus crímenes involucraron comportamientos patológicos como preservación de partes de cadáveres como trofeo.

## Trasfondo
Miyazaki nació el 21 de agosto de 1962, en Tokio. Su nacimiento prematuro le dejó con una deformidad en ambas manos, las cuales tenía fundidas con las muñecas, haciéndole necesario mover los antebrazos para poder rotar las manos. A la edad de 5 años, comenzó a sufrir bullying por parte de sus compañeros, quienes se burlaban de sus manos, por lo cual se aisló desde la Escuela Elemental de Itsukaichi.
Según compañeros y profesores de Miyazaki, era un chico tranquilo y solitario. Solía escribir ensayos en donde expresaba sus deseos de llevar una vida normal. Sin embargo, siempre terminaba por echar la culpa a sus manos el no poder llevar tal vida. Finalmente, se refugió en el anime y el manga, este último llegaba a leerlo compulsivamente hasta altas horas de la noche.
Miyazaki era un joven inteligente y llegó a alcanzar la calificación más alta entre los niños que dieron el examen de ingreso a la Escuela Preparatoria Meidai Nakano. Por tres años, dedicó dos horas diarias al estudio. Sin embargo, posteriormente, sus calificaciones comenzaron a caer y su interés en el estudio decayó, por lo que en vez de dedicarse a estudiar se dedicó a dibujar cómics. Debido a su alto conocimiento del idioma inglés, planeaba ingresar a la Universidad de Meiji, pero tras dar su ingreso, quedó entre los últimos puestos de postulantes, por lo que desistió de la Universidad y comenzó a estudiar fotografía para luego graduarse, en 1983, como técnico en fotografía. Esto le garantizó el ingreso a una imprenta de un conocido de su padre.
A mediados de la década de 1980, Miyazaki se mudó a la casa de sus padres y compartió una habitación con su hermana mayor, cerca de la imprenta de su padre. La familia de Miyazaki era muy influyente en Itsukaichi, y su padre era dueño de un periódico de distribución local. Sin embargo, el estatus de su familia no influyó mucho en Miyazaki quien parecía precipitarse dentro de sus problemas y fantasías, que ya habitaban en él. Poco después, Miyazaki recibió de regalo un coche.
Al ser arrestado, dijo que sus padres reemplazaban el amor por cosas materiales y que ellos "no hubieran escuchado sus problemas, lo habrían ignorado". También confesó que en esa época comenzó a contemplar la idea del suicidio.
En cuanto a sus relaciones familiares, sus dos hermanas menores lo rechazaban, mientras que su abuelo Shokichi era el único que parecía poner interés en él. Al mismo tiempo, su sexualidad comenzaba a florecer, evitaba el contacto con mujeres de su edad porque se sentía "sexualmente inferior".
De acuerdo a un compañero de secundaria, Miyazaki padecía un complejo de pene pequeño que le impedía entablar una relación con una mujer adulta. Sin embargo, su apetito sexual era elevado, a tal punto, que aprovechaba los partidos de tenis de la universidad para fotografiar las entrepiernas de las jugadoras para utilizar luego dichas fotografías con fines meramente onanistas. En 1984, cansado de consumir pornografía para adultos, comenzó a consumir pornografía infantil.
En mayo de 1988, un hecho trascendental ocurrió en la vida de Miyazaki; su abuelo, la única persona con quien él sentía afinidad, falleció. Después de que el cuerpo de su abuelo fuese incinerado, Miyazaki consumió parte de las cenizas en un impulso por "retener una parte de él" consigo.

La muerte de su abuelo también lo alejó de su familia, en un incidente una de sus hermanas menores lo atrapó espiándola en la ducha por lo que le gritó para que se fuera. Miyazaki, en cambio, montó en cólera y la atacó, tomándola del cabello y golpeándole la cabeza contra la pared del baño. También agredió a su madre, quien cuando se enteró del incidente le reclamó que pasara más tiempo trabajando que mirando anime.

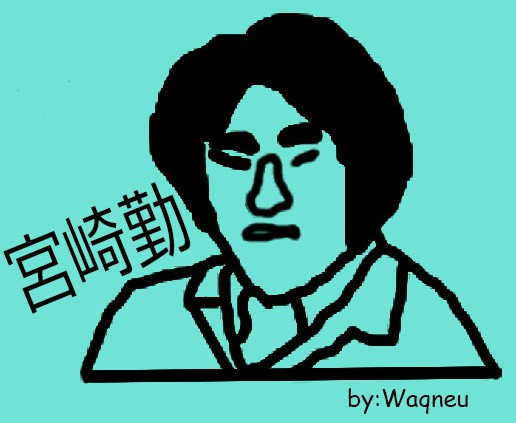
Dibujo ilustrado de Miyazaki.

## Su vida como asesino en serie
En la tarde del 22 de agosto de 1988, Mari Konno, de 4 años de edad desapareció después de salir a jugar con una amiga. Tras no encontrarla, su padre la reportó como desaparecida a la Policía de Tokio.
Mari Konno había sido engañada por Miyazaki, quien le ofreció un paseo en su Nissan Langley negro. Miyazaki condujo hacia el oeste de Tokio y detuvo el coche debajo de un puente, en un sendero boscoso. Allí, Miyazaki se sentó junto a la niña durante media hora antes de asesinarla, tras cometer el crimen desnudó el cuerpo y abusó sexualmente de ella. Después, tomó las ropas de la niña y regresó a su coche.
El 3 de octubre de 1988, Miyazaki conducía con su coche por una carretera de la Prefectura de Saitama cuando se topó con Masami Yoshizawa, de 7 años de edad. Después de convencer a la niña para dar un paseo, Miyazaki condujo a la misma zona boscosa donde había asesinado a Mari Konno. Allí, y en un arrebato asesino, atacó por detrás a la niña y la asesinó. Nuevamente, abusó sexualmente del cuerpo, tomó las ropas y se escapó en su coche.
La Policía lanzó una búsqueda masiva para encontrarla. Sin embargo, la búsqueda fue infructuosa, y ni el cuerpo de Mari Konno ni el de Masami Yoshizawa fueron encontrados.
El 12 de diciembre de 1988, Miyazaki asesinó nuevamente; esta vez a una niña de 4 años de edad en la ciudad Kawagoe. La niña era Erika Namba, quien regresaba de la casa de un amigo cuando Miyazaki la secuestró, obligándola a subir al coche. Éste condujo hasta un aparcamiento en Naguri. Allí, colocó a la niña en el asiento trasero del vehículo y la obligó a desnudarse, para tomar fotografías. Tras casi ser visto por un auto que pasó cerca de su coche, Miyazaki asesinó a la niña. Después, ató al cadáver de pies y manos, lo envolvió en una sábana y lo colocó en el maletero del coche. Tras eso, se deshizo de la ropa de la niña en un bosque cercano y dejó el cuerpo de la niña en una zona boscosa cerca del aparcamiento.
Al día siguiente, tras ser hallado el cuerpo de la niña, el cuerpo de policías exploró el bosque en busca de más pruebas.
También, la policía supo que tanto la familia de Mari Konno como de Erika Namba habían estado recibiendo llamadas extrañas en el teléfono así como cartas que hacían alusión al asesinato de las niñas.
El 6 de febrero de 1989, el padre de Mari Konno encontró una caja en la puerta de su casa con los restos incinerados de la niña así como su ropa junto a una nota que decía: “Mari. Huesos. Cremación. Investigar. Probar”.
Días después, el 11 de febrero, la policía recibió una carta de tres páginas en las que un tal "Yoko Imada" confesaba el crimen de Mari Konno. También, se burlaba de la policía y de las esperanzas que tenían los padres de la pequeña de encontrarla con vida. Miyazaki seguiría perturbando a los padres de Konno durante mucho más tiempo.
En el verano de 1989, Miyazaki volvió a cometer un delito, esta vez convenció a una niña de bajarse las bragas para poder fotografiarla, pero cuando estaba a punto de tomar las fotografías, unos vecinos fueron alertados y persiguieron a Miyazaki, quien logró escapar.
Sin embargo, su apetito sexual lo obligaría a volver el día 6 de junio de 1989 a un parque de Ariake cerca de la bahía de Tokio. Allí encontró a Ayako Nomoto de 5 años de edad, a quien convenció de dejarse tomar fotografías, luego la obligó a subirse a su coche, el cual condujo unos ochocientos metros antes de asesinar a la niña. Después envolvió el cuerpo en una sábana y lo colocó en el maletero del coche.
Miyazaki llevó el cuerpo a su apartamento, donde después de comprar una cámara nueva, fotografió al cuerpo de la niña en diferentes posiciones. También tomó filmaciones del mismo mientras se masturbaba. Miyazaki pasaría los próximos dos días con el cuerpo practicando necrofilia así como tomando fotografías.
Cuando el olor se hizo insoportable, Miyazaki decapitó el cuerpo, le cortó las manos y el torso. Abandonó el torso en los baños de un cementerio y la cabeza en una pradera mientras que conservó las manos, bebiendo la sangre y comiendo parte de una de ellas. Temiendo que la policía encontrara los restos, dos semanas después del crimen, Miyazaki volvió a recogerlos, los cuales llevó a su habitación, donde los escondió hasta que decidió quemar todo rastro. Desde las ropas hasta el mismo cadáver.
La policía sin embargo, encontró el torso en el baño del cementerio y lanzó una cacería por el asesino. Miyazaki se vio frustrado pero sus impulsos lo llevarían a intentarlo nuevamente y finalmente, a su detención.

## Arresto
El 23 de julio de 1989, Miyazaki conducía por Tokio cuando vio a dos hermanas jugando. Detuvo el coche y les ofreció tomarles unas fotografías. La hermana mayor corrió asustada y fue en busca de su padre. Mientras tanto, Miyazaki desnudó y fotografió a la niña más pequeña. Cuando el padre de las niñas llegó al lugar, Miyazaki intentaba insertar un lente de contacto dentro de la vagina de la pequeña.
El hombre logró alcanzar a Miyazaki y lo tiró al suelo, pero éste logró escapar, aunque sin el coche. Al regresar más tarde para recuperarlo, agentes de policía lo esperaban. Miyazaki fue detenido bajo el cargo de "obligar a una menor a cometer actos indecentes".
Diecisiete días después de su arresto en 1989, Miyazaki confesó el asesinato de Ayako Nomoto, cuyo cráneo fue hallado al día siguiente. También, confesó el asesinato de Erika Namba y de Mari Konno. Posteriormente, el 6 de septiembre de 1989, los restos de Masami Yoshizawa fueron encontrados en una zona boscosa de Itsukaichi.
Después del arresto, la policía registró su apartamento, donde encontraron más de 6000 cintas de vídeo, entre los que se encontraban aquellas en los que Miyazaki había filmado a sus víctimas. Pero la gran mayoría de los vídeos eran de anime violento y del género gore como la serie Guinea Pig. Debido a su gusto por el manga y el anime y también ocasionado por la cobertura de los medios de comunicación referentes al tema, Miyazaki recibió el apodo de El asesino otaku, lo cual causó un pánico moral entre la población estigmatizando a los fanáticos del anime y del manga con ello y a la cultura Otaku la cual ya estaba bastante estigmatizada entre la sociedad japonesa. Debido a ello, en el libro de Eiji Otsuka, el cual habla acerca de los crímenes de Miyazaki, Otsuka alega que el material de pornografía infantil encontrado en la casa de Miyazaki obedecía a que el asesino conseguía dicho material por medio de un colega fotógrafo por medio de una red ilegal para poder así alimentar su perversión.
Después del encarcelamiento de su hijo, el padre de Miyazaki, que rehusó pagar la defensa legal, se suicidó arrojándose al torrente de un río en 1994. Tiempo después, el propio Miyazaki envió una carta a un periódico local donde decía que con el suicidio de su padre se sentía "como nuevo".

## Encarcelamiento, juicio y ejecución
Durante la década de 1990, Miyazaki permaneció encarcelado mientras que la Prefectura de Saitama encargó su evaluación a un grupo de psiquiatras, llegando a la conclusión en 1997 por este equipo de psiquiatras de la Universidad de Tokio de que Miyazaki sufría un desorden de personalidad múltiple y una esquizofrenia extrema, aunque se mantenía enterado de la gravedad y consecuencia de sus crímenes, y por tanto responsable por ellos.
Miyazaki fue sentenciado a pena de muerte en la horca poco después de su captura, transcurriendo más de 15 años antes de la aplicación de la pena. Durante su encarcelamiento, intentó reducir su condena a cadena perpetua, siendo todos los intentos infructuosos.
También luchó porque se le aplicase la inyección letal en vez de la horca, a la cual Miyazaki temía profundamente. Transcurrió sus años en prisión leyendo historietas, manga y viendo anime en el pequeño televisor de su celda.
El 17 de enero de 2006, la Suprema Corte de Justicia mantuvo la sentencia original.
El 17 de junio de 2008, Miyazaki fue ejecutado. Hasta la fecha se desconoce qué sucedió con su extensa colección de mangas y videos.

## Víctimas
Asesinadas:
Asesinato de Mari Konno:
Después de asfixiar a Junko, Miyazaki cortó su cuerpo en más de 50 partes. Esparció estas partes en varios lugares de Tokio, incluyendo una bolsa cerca del Parque de las Rosas en Shibuya, un barranco en el distrito de Suginami y una zona boscosa en Tama New Town. Además, lanzó su cerebro contra una pared de hormigón.
Asesinato de Erika Namba:
Miyazaki llevó a cabo actos sexuales violentos sobre el cuerpo sin vida de Yumi antes de cortar su cuerpo en 9 partes distintas. Luego las dejó diseminadas por lugares cercanos al lugar del crimen en Tokio, incluyendo una bolsa junto a un banco de parque y una zona boscosa cerca de una estación de metro.
Asesinato de Hitomi Matsuzaki:
Después de estrangular a Hitomi, Miyazaki utilizó una cuchilla para cortar su cuerpo en 17 partes diferentes. Esparció estas partes en áreas remotas de Saitama, incluyendo un depósito de basura y un campo.
Asesinato de Ayako Nomoto:
Miyazaki colocó el cuerpo desmembrado de Kyoko en un saco y lo escondió cerca de una estación de tren. Luego regresó al lugar y abrió la bolsa, fotografiando las partes separadas del cuerpo antes de volver a recubrirlas.